# フルムーン・イン・ニューヨーク
『フルムーン・イン・ニューヨーク』（原題: 人在紐約, 英: Full Moon in New York）は、1989年に製作された香港映画。
中国・台湾・香港という3つの異なる祖国を持つ中国女性たちのニューヨークでの人生を描く女性映画。監督はスタンリー・クワン。主演はマギー・チャン、シルヴィア・チャン、スーチン・ガオワー。第26回金馬奨では最優秀作品賞、最優秀主演女優賞（マギー・チャン）など7部門で受賞した。

## キャスト
- フェンチャオ：マギー・チャン
- シャンピン：シルヴィア・チャン
- チャオホン：スーチン・ガオワー
- ステラ：ジョゼフィーヌ・クー
- デヴィッド：ルーク・ヴァレリオ
- ：ジョン・レイディ

## スタッフ
- 監督・脚本：スタンリー・クワン
- 脚本：チョン・アーチョン、ヤウタイ・オンピン
- 撮影：ビル・ウォン
- 編集：サミー・チョウ、スティーヴ・ウォン
- 音楽：ジャン・ホンイー
- 製作：ヘンリー・フォン